# Юрченковский сельский совет (Харьковская область)
Юрченковский сельский совет — входит в состав Чугуевского района Харьковской области Украины.
Административный центр сельского совета находится в селе Юрченково.

## История
- 1925 — дата образования сельского Совета депутатов трудящихся в составе Чугуевского русского национального района Харьковского округа Украинской Советской Социалистической Республики.
- После 17 июля 2020 года в рамках административно-территориальной «реформы» по новому делению Харьковской области[2][3] сельский совет был ликвидирован; входящие в него населённые пункты и его территории были присоединены к … территориальной общине (укр. громаде) того же Чугуевского района
- Сельсовет просуществовал 95 лет.

## Населённые пункты совета
- село Юрченково